# Priddy
Priddy est un village du Somerset, en Angleterre, situé dans les collines de Mendip, dans le district non-métropolitain de Mendip.

## Géographie
Priddy est situé dans les collines de Mendip, à 300 mètres d'altitude, près du village d'East Harptree, à 6 km au nord-ouest de Wells.

## Toponymie
Le nom de la localité présente au Moyen Âge diverses variantes : Perdy, Priddie, Pridi, Pridia, Pridie et Prydde ; plusieurs étymologies ont été proposées : du latin praedium (propriété, bien de campagne, domaine) ; du celtique prid (grande eau) ou du gallois preiddiau qui se prononce preidhye et signifie troupeau.

## Histoire
Des preuves d'occupation ancienne du site ont été découvertes : en 1977, une cabane mésolithique a été mise au jour ; à proximité, se situent les Priddy circle (cercles Priddy), des henge, structures architecturales circulaires en pierre, qui remontent au néolithique et semblent contemporains de Stonehenge, vers 2180 avant J.-C.,. Au sud de Priddy, à Deer Leap, se trouve un tumulus de l'âge du bronze. 
L'exploitation minière du plomb est attestée depuis la fin de l'âge du bronze, comme dans l'ensemble des collines de Mendip, l'intérêt pour les mines de plomb résidant en partie dans leur richesse potentielle en argent. L'extraction du plomb argentifère continue à l'époque romaine et au Moyen Âge (en 1330, un filon est découvert à l'est de Priddy et signalé dans un rapport à l'évêque de Bath et Wells Ralph de Shrewsbury), et se poursuit jusqu'au début du XXe siècle : des vestiges de St Cuthbert's Leadworks, qui a fermé en 1908, sont encore visibles,. Cette exploitation a engendré à l'est et au nord-ouest du village la formation de sols accidentés, boueux et contaminés par la pollution, désignés localement sous le terme gruffy ; ce mot, d'origine incertaine, viendrait des rainures (en anglais : grooves) formées aux endroits où le minerai de plomb était extrait de veines situées près de la surface.
Le village de Priddy n'est pas mentionné dans le Domesday Book en 1086.

## Population
Priddy est le principal village des collines de Mendip, avec 598 habitants en 2001 et 624 en 2011.

## Lieux et monuments

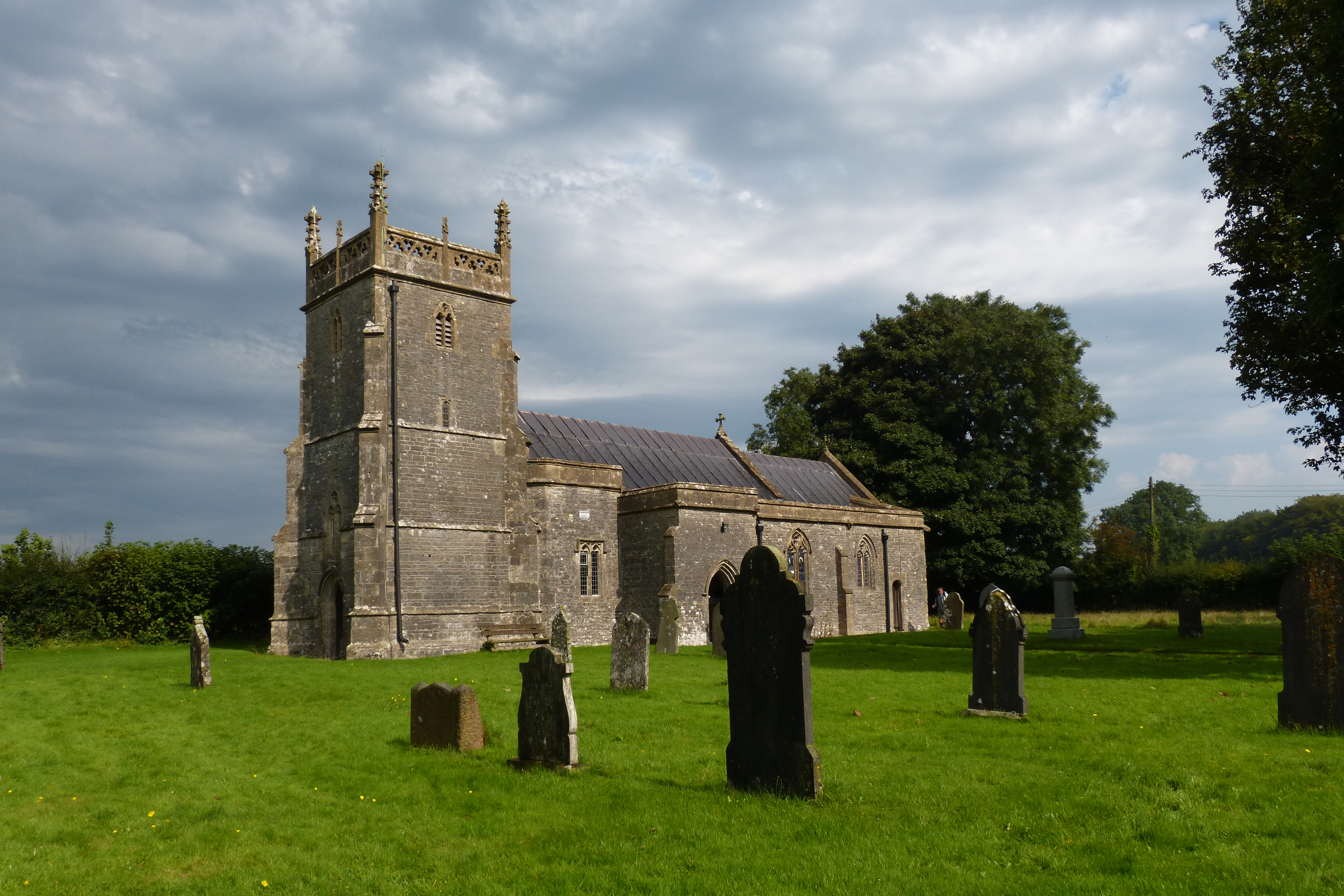
Église Saint-Laurent à Priddy

L'église Saint-Laurent date du XIIIe siècle ; elle a fait l'objet de reconstructions partielles au XVe siècle et a été restaurée de 1881 à 1888. C'est un monument classé de grade I. Elle comprend un autel d'époque médiévale.

## Légendes
Des légendes du cycle arthurien évoquent un voyage de Jésus adolescent en Angleterre, accompagné de son oncle Joseph d'Arimathie, marchand d'étain qui venait régulièrement s'approvisionner en Cornouailles : différents récits, syncrétisme entre traditions celtiques arthuriennes et chrétiennes, racontent que Jésus aurait passé une partie de ses « années perdues » à Priddy et à Glastonbury ; c'est à Priddy qu'il aurait échangé des métaux avec des mineurs locaux,.